# Кравченко, Андрей Ильич
Андре́й Ильи́ч Кра́вченко (1912—1976) — полковник Советской Армии, участник Великой Отечественной войны, Герой Советского Союза (1945).

## Биография
Андрей Кравченко родился 23 декабря 1912 года на хуторе Малинино (ныне — Тимашёвский район Краснодарского края). Украинец. После окончания шести классов школы работал трактористом. В 1931—1937 годах проходил службу в Рабоче-крестьянской Красной Армии, окончил курсы усовершенствования командного состава. В 1938 году Кравченко повторно был призван в армию. С июня 1941 года — на фронтах Великой Отечественной войны. В 1942 году Кравченко окончил Военную академию имени Фрунзе. К январю 1945 года гвардии подполковник Андрей Кравченко командовал 286-м гвардейским стрелковым полком 94-й гвардейской стрелковой дивизии 5-й ударной армии 1-го Белорусского фронта. Отличился во время Висло-Одерской операции.
Полк Кравченко, наступая с Магнушевского плацдарма, прорвал мощную немецкую оборону и выбил противника из четырёх линий траншей, что способствовало успешному наступлению всей дивизии. 19 января 1945 года полк переправился через Вислу и успешно захватил мост через неё.
Указом Президиума Верховного Совета СССР от 27 февраля 1945 года за «мужество, отвагу и героизм, проявленные на фронте борьбы с немецкими захватчиками» гвардии подполковник Андрей Кравченко был удостоен высокого звания Героя Советского Союза с вручением ордена Ленина и медали «Золотая Звезда» за номером 5650.
После окончания войны Кравченко продолжил службу в Советской Армии. В январе 1956 года в звании полковника он был уволен в запас. Проживал сначала в Краснодаре, затем в Тимашёвске, где работал председателем городского совета. С 1971 года жил в Волгограде. Скончался 2 января 1976 года, похоронен на Ворошиловском кладбище Волгограда.
Был также награждён двумя орденами Красного Знамени, орденами Отечественной войны 1 степени и Красной Звезды, рядом медалей.